# 세간
세간(世間)의 산스크리트어로는 '로카(loka)'와 '라우키카(laukika)'가 있다.
로카(loka)는 세상 또는 세계를 뜻하며 영어로는 'world (세상)'를 뜻한다. 이 때의 세계는 불생불멸의 무위의 세계가 아니라 생멸하고 천류하고 파괴되는 유위의 세계를 의미한다.
라우키카(laukika)는 세속(世俗)의 의미이다. 영어로는 'relating or belonging to or occurring in every-day life (매일의 일상의 삶에 관계된, 매일의 일상의 삶에 속한, 매일의 일상의 삶에서 일어나는)'를 뜻한다.
따라서, 세간(世間)은 세속의 유위의 세계를 의미한다. 세간에 대해 비세속의 무위의 세계 또는 무위의 세계로 나아가는 것을 '세간을 벗어난 것' 또는 '세간 너머의 것'이라는 뜻에서 출세간(出世間)이라 한다.

## 같이 보기
- 불교의 우주론
- 2종세간
- 3종세간

## 참고 문헌
- 곽철환 (2003). 《시공 불교사전》. 시공사 / 네이버 지식백과.
- 운허.  동국역경원 편집, 편집. 《불교 사전》. 2016년 3월 6일에 원본 문서에서 보존된 문서. 2017년 9월 15일에 확인함.
- (영어) DDB. 《Digital Dictionary of Buddhism (電子佛教辭典)》. Edited by A. Charles Muller.
- (영어) Macdonell, Arthur Anthony (1929). 《A practical Sanskrit dictionary with transliteration, accentuation, and etymological analysis throughout》. London: Oxford University Press.
- (중국어) 佛門網. 《佛學辭典(불학사전)》. 2015년 3월 17일에 원본 문서에서 보존된 문서. 2017년 9월 15일에 확인함.
- (중국어) 星雲. 《佛光大辭典(불광대사전)》 3판. 2011년 3월 19일에 원본 문서에서 보존된 문서. 2011년 3월 19일에 확인함.